# Ŭndŏk-kun
Ŭndŏk-kun (koreanska: 은덕군) är en kommun i Nordkorea.   Den ligger i provinsen Hambuk, i den nordöstra delen av landet, 500 km nordost om huvudstaden Pyongyang. Antalet invånare är 100 000. Arean är 920 kvadratkilometer.
Terrängen i Ŭndŏk-kun är kuperad.